# NKオドランツィ
ノゴメトニ・クルブ・オドランツィ（スロベニア語: Nogometni Klub Odranci, 英語: Odranci Football Club）は、スロベニアの最北東端に位置するプレクムリェ地方の基礎自治体であるオドランツィを本拠地とするサッカークラブである。2015-16シーズンはスロベニア・サードリーグ（3部）に所属している。1973年に創設された。

## タイトル

### 国内タイトル
- スロベニア・サードリーグ：1回
  - 2010-11

- スロベニア・フォースリーグ：2回
  - 2004-05, 2005-06

### 国際タイトル
なし